# Тепеспан (Аколман)
Тепеспан (шп. Tepexpan) насеље је у Мексику у савезној држави Мексико у општини Аколман. Насеље се налази на надморској висини од 2253 м.

## Становништво
Према подацима из 2010. године у насељу је живело 102667 становника.

### Хронологија
| Година       | 2000                  | 2005                  | 2010                   |
| ------------ | --------------------- | --------------------- | ---------------------- |
| Становништво | 36131 (17538 / 18593) | 48103 (23584 / 24519) | 102667 (50505 / 52162) |

### Попис
| \| \| м \| \| \| ж \| \| 0—2 \| 3.049 \| \| \| 2.854 \| \| 3—5 \| 3.356 \| \| \| 3.351 \| \| 6—11 \| 6.924 \| \| \| 6.440 \| \| 12—14 \| 3.072 \| \| \| 2.856 \| \| 15—17 \| 3.047 \| \| \| 2.935 \| \| 18—24 \| 5.675 \| \| \| 5.962 \| \| 60+ \| 2.448 \| \| \| 2.896 \| \| Просек : \| 27,6 \| \| \| 28,7 \| |       |  |  |       |
| |       |  |  |       |
| | м     |  |  | ж     |
| 0—2 | 3.049 |  |  | 2.854 |
| 3—5 | 3.356 |  |  | 3.351 |
| 6—11 | 6.924 |  |  | 6.440 |
| 12—14 | 3.072 |  |  | 2.856 |
| 15—17 | 3.047 |  |  | 2.935 |
| 18—24 | 5.675 |  |  | 5.962 |
| 60+ | 2.448 |  |  | 2.896 |
| Просек : | 27,6  |  |  | 28,7  |

| #   | Индикатор                                                                                        | Вредност |
| --- | ------------------------------------------------------------------------------------------------ | -------- |
| 1   | Становништво од 0 до 2 године                                                                    | 5903     |
| 2   | Мушко становништво од 0 до 2 године                                                              | 3049     |
| 3   | Женско становништво од 0 до 2 године                                                             | 2854     |
| 4   | Становништво са 3 и више година                                                                  | 93738    |
| 5   | Мушко становништво са 3 и више година                                                            | 45945    |
| 6   | Женско становништво са 3 и више година                                                           | 47793    |
| 7   | Становништво са 5 и више година                                                                  | 89254    |
| 8   | Мушко становништво са 5 и више година                                                            | 43727    |
| 9   | Женско становништво са 5 и више година                                                           | 45527    |
| 10  | Становништво са 12 и више година                                                                 | 73667    |
| 11  | Мушко становништво са 12 и више година                                                           | 35665    |
| 12  | Женско становништво са 12 и више година                                                          | 38002    |
| 13  | Становништво са 15 и више година                                                                 | 67739    |
| 14  | Мушко становништво са 15 и више година                                                           | 32593    |
| 15  | Женско становништво са 15 и више година                                                          | 35146    |
| 16  | Становништво са 18 и више година                                                                 | 61757    |
| 17  | Мушко становништво са 18 и више година                                                           | 29546    |
| 18  | Женско становништво са 18 и више година                                                          | 32211    |
| 19  | Становништво од 3 до 5 година                                                                    | 6707     |
| 20  | Мушко становништво од 3 до 5 година                                                              | 3356     |
| 21  | Женско становништво од 3 до 5 година                                                             | 3351     |
| 22  | Становништво од 6 до 11 година                                                                   | 13364    |
| 23  | Мушко становништво од 6 до 11 година                                                             | 6924     |
| 24  | Женско становништво од 6 до 11 година                                                            | 6440     |
| 25  | Становништво од 8 до 14 година                                                                   | 14798    |
| 26  | Мушко становништво од 8 до 14 година                                                             | 7743     |
| 27  | Женско становништво од 8 до 14 година                                                            | 7055     |
| 28  | Становништво од 12 до 14 година                                                                  | 5928     |
| 29  | Мушко становништво од 12 до 14 година                                                            | 3072     |
| 30  | Женско становништво од 12 до 14 година                                                           | 2856     |
| 31  | Становништво од 15 до 17 година                                                                  | 5982     |
| 32  | Мушко становништво од 15 до 17 година                                                            | 3047     |
| 33  | Женско становништво од 15 до 17 година                                                           | 2935     |
| 34  | Становништво од 18 до 24 године                                                                  | 11637    |
| 35  | Мушко становништво од 18 до 24 године                                                            | 5675     |
| 36  | Женско становништво од 18 до 24 године                                                           | 5962     |
| 37  | Женско становништво од 15 до 49 година                                                           | 28812    |
| 38  | Становништво са 60 и више година                                                                 | 5344     |
| 39  | Мушко становништво са 60 и више година                                                           | 2448     |
| 40  | Женско становништво са 60 и више година                                                          | 2896     |
| 41  | Однос између мушкараца и жена                                                                    | 96.82    |
| 42  | Становништво од нуле до 14 година                                                                | 31902    |
| 43  | Становништво од 15 до 64 године                                                                  | 64318    |
| 44  | Становништво од 65 година и више                                                                 | 3421     |
| 45  | Просечан број деце                                                                               | 2.06     |
| 46  | Становништво рођено у ентитету                                                                   | 52897    |
| 47  | Мушко становништво рођено у ентитету                                                             | 26360    |
| 48  | Женско становништво рођено у ентитету                                                            | 26537    |
| 49  | Становништво рођено у другом ентитету                                                            | 46308    |
| 50  | Мушко становништво рођено у другом ентитету                                                      | 22412    |
| 51  | Женско становништво рођено у другом ентитету                                                     | 23896    |
| 52  | Становништво од 5 година и више резидентно у ентитету у јуну 2005. године                        | 78744    |
| 53  | Мушко становништво старосног доба од 5 година и више, резидентно у ентитету у јуну 2005. године  | 38600    |
| 54  | Женско становништво старосног доба од 5 и више година, резидентно у ентитету у јуну 2005. године | 40144    |
| 55  | Становништво од 5 година и више које је живело у другом ентитету у јуну 2005. године             | 9620     |
| 56  | Мушко становништво старије од 5 година које је живело у другом ентитету у јуну 2005. године      | 4604     |
| 57  | Женско становништво старије од 5 година које је живело у другом ентитету у јуну 2005. године     | 5016     |
| 58  | Становништво од 3 године и више које говори аутохтони језик                                      | 1587     |
| 59  | Мушко становништво старо 3 године и више које говори аутохтони језик                             | 821      |
| 60  | Женско становништво старо 3 године и више које говори аутохтони језик                            | 766      |
| 61  | Становништво од 3 године и више које говори аутохтони језик и не говори шпански језик            | 6        |
| 62  | Мушко становништво старо 3 године и више које говори аутохтони језик и не говори шпански         | 0        |
| 63  | Женско становништво старо 3 године и више које говори аутохтони језик и не говори шпански језик  | 6        |
| 64  | Становништво старо 3 године и више које говори аутохтони језик и шпански                         | 1377     |
| 65  | Мушко становништво старо 3 године и више које говори аутохтони језик и шпански                   | 711      |
| 66  | Женско становништво старо 3 године и више које говори аутохтони језик и шпански                  | 666      |
| 67  | Становништво од 5 година и више које говори аутохтони језик                                      | 1581     |
| 68  | Становништво од 5 година и више које говори аутохтони језик и не говори шпански језик            | 6        |
| 69  | Становништво од 5 година и више које говори аутохтони језик и говори шпански језик               | 1373     |
| 70  | Становништво у домородачким домаћинствима                                                        | 4185     |
| 71  | Становништво са ограничењима у активностима                                                      | 3629     |
| 72  | Становништво са ограниченим ходањем или кретањем, горе или доле                                  | 1652     |
| 73  | Становници са ограничењима вида, чак и уз кориштење сочива                                       | 791      |
| 74  | Становништво са ограничењима говора, комуникације или конверзације                               | 351      |
| 75  | Становништво са ограниченим слухом                                                               | 319      |
| 76  | Становништво са ограничењима при одевању, купању или јелу                                        | 183      |
| 77  | Становништво са ограничењима у опажању или учењу једноставних ствари                             | 232      |
| 78  | Становништво са менталним ограничењима                                                           | 743      |
| 79  | Становништво без ограничења активности                                                           | 94678    |
| 80  | Становништво од 3 до 5 година које не похађа школу                                               | 3350     |
| 81  | Мушко становништво од 3 до 5 година које не похађа школу                                         | 1667     |
| 82  | Женско становништво од 3 до 5 година које не похађа школу                                        | 1683     |
| 83  | Становништво од 6 до 11 година које не похађа школу                                              | 298      |
| 84  | Мушко становништво од 6 до 11 година које не похађа школу                                        | 160      |
| 85  | Женско становништво од 6 до 11 година које не похађа школу                                       | 138      |
| 86  | Становништво од 12 до 14 година које не похађа школу                                             | 326      |
| 87  | Мушко становништво од 12 до 14 година које не похађа школу                                       | 192      |
| 88  | Женско становништво од 12 до 14 година које не похађа школу                                      | 134      |
| 89  | Становништво од 15 до 17 година похађа школу                                                     | 4336     |
| 90  | Мушко становништво од 15 до 17 година похађа школу                                               | 2174     |
| 91  | Женско становништво између 15 и 17 година живота у школи                                         | 2162     |
| 92  | Становништво од 18 до 24 године похађа школу                                                     | 2816     |
| 93  | Мушко становништво од 18 до 24 године похађа школу                                               | 1398     |
| 94  | Женско становништво од 18 до 24 године похађа школу                                              | 1418     |
| 95  | Становништво од 8 до 14 година које не може да чита и пише                                       | 214      |
| 96  | Мушко становништво старосног доба од 8 до 14 година које не може да чита и пише                  | 124      |
| 97  | Женско становништво старосног доби од 8 до 14 година које не може да чита и пише                 | 90       |
| 98  | Становништво од 15 година и више које је неписмено                                               | 2056     |
| 99  | Мушко становништво од 15 година и више које је неписмено                                         | 618      |
| 100 | Женско становништво од 15 година и више које је неписмено                                        | 1438     |
| 101 | Становништво старо 15 и више година без школовања                                                | 2551     |
| 102 | Мушко становништво старо 15 и више година без школовања                                          | 871      |
| 103 | Женско становништво старо 15 и више година без школовања                                         | 1680     |
| 104 | Становништво старосног доба 15 и више година са непотпуним основним образовањем                  | 5070     |
| 105 | Мушко становништво старосног доба од 15 година и више са непотпуном основним образовањем         | 2180     |
| 106 | Женско становништво старосног доба 15 и више година са непотпуном основним образовањем           | 2890     |
| 107 | Становништво старо 15 и више година са комплетним основним образовањем                           | 10129    |
| 108 | Мушко становништво старо 15 година и више са комплетним основним образовањем                     | 4559     |
| 109 | Женско становништво старо 15 и више година са комплетним основним образовањем                    | 5570     |
| 110 | Становништво старосног доба 15 и више година са непотпуним средњим образовањем                   | 3761     |
| 111 | Мушко становништво старосног доба од 15 година и више са непотпуним средњим образовањем          | 2092     |
| 112 | Женско становништво старосног доба од 15 година и више са непотпуним средњим образовањем         | 1669     |
| 113 | Становништво старо 15 и више година са пуним секундарном образовањем                             | 20144    |
| 114 | Мушко становништво старосног доба од 15 година и више са пуним секундарном образовањем           | 10309    |
| 115 | Женско становништво старосног доба од 15 година и више са пуним секундарном образовањем          | 9835     |
| 116 | Становништво старије од 18 година са постосновним образовањем                                    | 23219    |
| 117 | Мушко становништво старије од 18 година са постосновним образовањем                              | 11299    |
| 118 | Женско становништво старије од 18 година са постосновним образовањем                             | 11920    |
| 119 | Просечна оцена школовања                                                                         | 9.09     |
| 120 | Просечан ниво образовања мушке популације                                                        | 9.26     |
| 121 | Просечан ниво образовања женског становништва                                                    | 8.94     |
| 122 | Економски активно становништво                                                                   | 39282    |
| 123 | Економски активна мушка популација                                                               | 26835    |
| 124 | Економски активна женска популација                                                              | 12447    |
| 125 | Становништво које није економски активно                                                         | 34135    |
| 126 | Мушко становништво које није економски активно                                                   | 8676     |
| 127 | Женско становништво које није економски активно                                                  | 25459    |
| 128 | Запослено становништво                                                                           | 37130    |
| 129 | Запослено мушко становништво                                                                     | 25162    |
| 130 | Запослено женско становништво                                                                    | 11968    |
| 131 | Незапослена популација                                                                           | 2152     |
| 132 | Незапослена мушка популација                                                                     | 1673     |
| 133 | Незапослена женска популација                                                                    | 479      |
| 134 | Становништво без права на здравствене услуге                                                     | 42846    |
| 135 | Становништво које има право на здравствене услуге                                                | 56502    |
| 136 | Становништво које има право на ИМСС                                                              | 29068    |
| 137 | Становништво које има право на социјално осигурање                                               | 7656     |
| 138 | Становништво које има право на државно социјално осигурање                                       | 967      |
| 139 | Становништво које има право на опште осигурање или здравствено осигурање за нову генерацију      | 15816    |
| 140 | Становништво које је било једном или није било у браку током 12 година и више                    | 23642    |
| 141 | Венчано или уједињено становништво од 12 година и више                                           | 43679    |
| 142 | Становништво које је било у браку или уједињено 12 година и више                                 | 6118     |
| 143 | Становништво са католичком религијом                                                             | 84790    |
| 144 | Протестанти, еванђелисти и библијски следбеници различити од еванђелиста                         | 7689     |
| 145 | Становништво са другим религијама различитим од претходних                                       | 132      |
| 146 | Становништво без религије                                                                        | 3681     |
| 147 | Укупно пописаних домаћинства                                                                     | 25142    |
| 148 | Пописна домаћинства на челу са мушкарцима                                                        | 20091    |
| 149 | Пописна домаћинства на челу са женама                                                            | 5051     |
| 150 | Становништво у пописним домаћинствима                                                            | 99523    |
| 151 | Становништво у пописним домаћинствима на челу са мушкарцима                                      | 82265    |
| 152 | Становништво у пописним домаћинствима на челу са женама                                          | 17258    |
| 153 | Укупно домаћинстава                                                                              | 34400    |
| 154 | Укупно насељених домаћинстава                                                                    | 26148    |
| 155 | Укупно приватних кућа                                                                            | 33394    |
| 156 | Насељени приватни домови                                                                         | 25142    |
| 157 | Укупно насељених приватних кућа                                                                  | 26130    |
| 158 | Ненасељене приватне куће                                                                         | 5557     |
| 159 | Појединачна домаћинства за привремену употребу                                                   | 2695     |
| 160 | Становници у насељеним приватним кућама                                                          | 99523    |
| 161 | Насељеност станара у приватним становима                                                         | 3.96     |
| 162 | Просечно становника по соби у приватним насељеним домаћинствима                                  | 1.14     |
| 163 | Појединачна домаћинства са подовима од различитих материјала од земље                            | 23885    |
| 164 | Појединачна домаћинства у приземљу                                                               | 1018     |
| 165 | Појединачна домаћинства са једном спаваћом собом                                                 | 10822    |
| 166 | Појединачна домаћинства са две спаваће собе и више                                               | 14121    |
| 167 | Појединачна домаћинства са једним собом                                                          | 1898     |
| 168 | Појединачна домаћинства са две собе                                                              | 4801     |
| 169 | Појединачна домаћинства са 3 собе и више                                                         | 18193    |
| 170 | Појединачна домаћинства која имају електрично светло                                             | 24891    |
| 171 | Појединачна домаћинства која немају електрично светло                                            | 64       |
| 172 | Појединачна домаћинства која имају водоводну воду у стамбеном простору                           | 18699    |
| 173 | Појединачна домаћинства која немају водоводну воду у стамбеном простору                          | 6221     |
| 174 | Појединачна домаћинства која имају тоалет                                                        | 24753    |
| 175 | Појединачна домаћинства која имају канализацију                                                  | 24696    |
| 176 | Појединачна домаћинства која немају канализацију                                                 | 206      |
| 177 | Појединачна домаћинства која имају електрично светло, довод воде из јавне мреже и канализацију   | 18563    |
| 178 | Појединачна домаћинства без икаквих услова                                                       | 106      |
| 179 | Појединачна домаћинства која имају радио                                                         | 22043    |
| 180 | Појединачна домаћинства која имају телевизор                                                     | 24400    |
| 181 | Појединачна домаћинства која имају фрижидер                                                      | 21280    |
| 182 | Појединачна домаћинства која имају машину за веш                                                 | 17949    |
| 183 | Појединачна домаћинства која имају аутомобил или комби                                           | 9472     |
| 184 | Појединачна домаћинства која имају рачунар                                                       | 6459     |
| 185 | Појединачна домаћинства која имају фиксну телефонску линију                                      | 9797     |
| 186 | Појединачна домаћинства која имају мобилни телефон                                               | 19025    |
| 187 | Појединачна домаћинства која имају приступ интернету                                             | 3158     |
| 188 | Величина локације                                                                                | 11       |